# Klimontów (województwo dolnośląskie)
Klimontów – osada w Polsce położona w województwie dolnośląskim, w powiecie górowskim, w gminie Niechlów.
W latach 1975–1998 miejscowość administracyjnie należała do województwa leszczyńskiego.

## Zabytki
Do wojewódzkiego rejestru zabytków wpisany jest obiekt:
- dom nr 50, z pierwszej ćw. XX w.